# Old Leake
Old Leake – wieś w Anglii, w hrabstwie Lincolnshire, w dystrykcie Boston. Leży 49 km na południowy wschód od Lincoln i 170 km na północ od Londynu.